# United Technologies
Pour les articles homonymes, voir UTC.
United Technologies Corporation (abrégé en UTC) (NYSE : UTX) est un conglomérat américain basé à Hartford, Connecticut. Ce groupe emploie en 2014 plus de 211 500 personnes dans le monde. 67 % des postes sont situés hors des États-Unis. 
Le PDG est Gregory J. Hayes depuis le 23 novembre 2014, à la suite du départ de Louis Chênevert. Le 3 avril 2020 Raytheon fusionne avec United Technologies pour former Raytheon Technologies.

## Histoire
En 1853, Elisha Graves Otis présente son système de sécurité d'ascenseur à New York. En 1857, le premier ascenseur pour passagers est installé par Otis à New York. En 1862, Otis vend un ascenseur à Terre-Neuve, première vente internationale.
En 1900, Otis présente l'escalator à l'Exposition universelle. En 1902, l'air climatisé moderne est inventé par Willis Carrier. En 1903, Otis invente l'ascenseur à traction électrique sans réducteur.
En 1915, Carrier Engineering est fondé. En 1919, Standard Steel Propeller est fondé (un des deux ancêtres de Hamilton Standard, avec Hamilton Aero Manufacturing). En 1920, Hamilton Aero Manufacturing est fondé. En 1922, Carrier installe sa première unité de climatisation dans un théâtre de Los Angeles. En 1923, Sikorsky Aero Engineering est fondé par Igor Sikorsky. En 1924, Otis introduit le premier système de contrôle automatique d'ascenseur, avec boutons d'appel. En 1925, Pratt & Whitney Aircraft est fondé ; ses premiers produits sont les moteurs d'avion Wasp et Hornet. En 1928 : Carrier installe l'air climatisé dans les chambres du Congrès américain et du Sénat américain

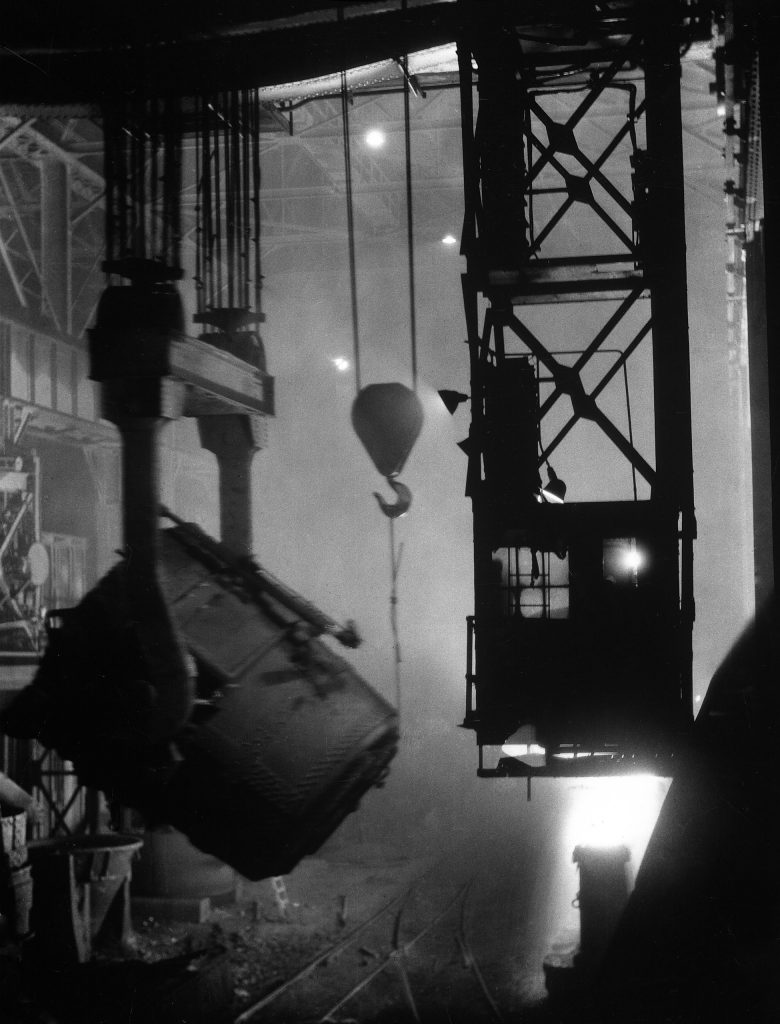
Otis Steel Mill, Ohio, 1929

En 1929, Boeing, Chance Vought, Pratt & Whitney, Hamilton, Sikorsky, et d'autres s'unissent pour former United Aircraft and Transport Corporation. En 1931, Otis invente les ascenseurs à deux étages. En 1934, United Aircraft and Transport est démantelé en United Aircraft, Boeing Airplane Company (en), et United Airlines.
En 1938, Hamilton Standard introduit le propulseur Hydromatic. En 1939, Sikorsky teste le premier hélicoptère commercial, le VS-300. En 1942, pendant la Seconde Guerre mondiale, Sikorsky fournit 150 hélicoptères, Pratt & Whitney fournit 300 000 moteurs, et Hamilton Standard fournit 500 000 propulseurs (hélices). En 1944, Carrier ouvre un centre de recherche sur la congélation d'aliments.
En 1948, Pratt & Whitney produit son premier moteur à réaction. En 1949, Hamilton Standard commence le développement de systèmes de contrôle de carburant pour avion. En 1950, Otis installe les premiers ascenseurs automatiques sans opérateurs. En 1950, Carrier commence à vendre des climatiseurs grand public. En 1952, Pratt & Whitney commence la construction de moteurs à pistons au Canada. En 1952, Carrier introduit les climatiseurs produits en série.
En 1957, Sikorsky teste leur premier hélicoptère à turbine (turbopropulseur). En 1958, le Boeing 707, doté des moteurs Pratt & Whitney JT3, est utilisé pour un service commercial régulier. En 1958, United Aircraft commence son activité dans le domaine des lanceurs à carburant solide et les systèmes de propulsion avancés. En 1963, le moteur Pratt & Whitney JT8D entre en service sur le Boeing 727. En 1964, le turbopropulseur Pratt & Whitney Canada PT6 entre en service. En 1966, Hamilton Standard introduit le premier système de régulation électronique de pressurisation de cabine
En 1969, la mission habitée Apollo 11 sur la lune, utilise les scaphandres Hamilton Standard et des propulseurs Pratt & Whitney ; un hélicoptère Sikorsky ramène les astronautes au retour. En 1970, le Boeing 747, doté de moteurs Pratt & Whitney JT9D, entre en service. En 1971, le centre de recherche construit la première soufflerie haute vitesse.
En 1975, United Aircraft change de nom et devient United Technologies Corporation (UTC). En 1976 : UTC achète Otis (Otis Elevator et Saxby Otis). En 1978, Sikorsky commence la production de l'hélicoptère Black Hawk. En 1979, UTC achète Carrier. En 1979, Otis introduit le premier système de contrôle d'ascenseur à microprocesseur. En 1981, la navette Columbia est lancée avec des équipements UTC Fuel Cells et Hamilton Standard.
En 1989, Otis introduit l'ascenseur à moteur linéaire. En 1993, les scaphandres Hamilton Standard sont utilisés lors des réparations du télescope Hubble. En 1995, le Boeing 777, avec moteurs Pratt & Whitney, entre en service. En 1999, UTC achète Sundstrand Corp, qui fusionne avec Hamilton Standard pour former Hamilton Sundstrand. En 2001, UTC crée UTC Power. En 2005 : UTC rachète le fabricant de moteurs-fusées Rocketdyne auprès de Boeing pour 700 millions de dollars.

### Histoire récente
En mars 2009, subissant les impacts de la crise économique de 2008-2009, la société annonce la suppression de 11 600 emplois dans le cadre d'un programme de restructuration coûtant 750 millions USD.
En 2011, UTC fusionne Carrier et UTC Fire & Security pour créer UTC Climate, Controls & Security Systems. 
En septembre 2011, United Technologies rachète Goodrich, leader mondial des trains d'atterrissage, des freins d'avions, des nacelles de moteurs[réf. nécessaire], pour 18,4 milliards de dollars dont 1,9 milliard de reprise de dette. Cette acquisition permet à UTC de se renforcer dans le secteur dynamique de l'aéronautique civile, alors que le secteur militaire voit ses budgets diminuer. UTC crée une nouvelle filiale, UTC Aerospace Systems, qui regroupera les moteurs d'avions Pratt & Whitney, l'avionique et les équipements aéronautiques Hamilton Sundstrand, les hélicoptères Sikorsky, avec les activités de Goodrich. Cette nouvelle filiale doit peser 25 milliards de dollars de chiffre d'affaires et être le plus important équipementier aéronautique du monde. Cette acquisition doit également permettre à UTC de s'imposer comme leader dans le domaine stratégique et en fort développement des systèmes électriques embarqués, qui doivent à terme remplacer les systèmes mécaniques, hydrauliques et pneumatiques à bord des avions, et sont un axe d'évolution majeur de tous les grands constructeurs aéronautiques,. 
- United Technologies
  - UTC Aerospace Systems
  - Pratt & Whitney
  - Otis Elevator Company
  - Carrier

En 2012, UTC revend sa filiale de propulsion militaire et spatiale Rocketdyne à son compatriote GenCorp pour 550 millions de dollars.
En juillet 2012, UTC revend ses filiales Milton Roy, Sullair et Sundyne (en) pour 3,46 milliards de dollars aux fonds d'investissement BC Partners et The Carlyle Group.  
Le 15 juin 2015, United Technologies annonce son intention de vendre Sikorsky. En juillet 2015, Lockheed Martin acquiert Sikorsky appartenant à United Technologies pour 9 milliards de dollars,,. En février 2016, Honeywell annonce une offre d'acquisition de 90,7 milliards de dollars sur United Technologies, offre qui est très rapidement rejetée par la direction de cette dernière. Des offres d'acquisitions entre les deux entreprises avaient déjà été lancées dans les années 1990/2000, sans succès.
En septembre 2017, United Technologies annonce l'acquisition de Rockwell Collins pour 30 milliards de dollars. Avec UTC Aerospace Systems, la nouvelle entité prend le nom Collins Aerospace. Par la suite, United Technologies annonce son intention de se scinder en 3 nouvelles entités, une dédiée aux ascenseurs centrée autour de la marque Otis, une dédiée à l'aéronautique et une dernière dédiée au bâtiment centrée autour de la marque Carrier.
- United Technologies
  - Collins Aerospace
  - Pratt & Whitney
- Otis Elevator Company
- Carrier

En juin 2019, United Technologies annonce la fusion de ses activités aéronautiques avec Raytheon, créant un nouvel ensemble ayant une capitalisation de 120 milliards de dollars. Les actionnaires d'United Technologies gardent une participation de 57 % dans le nouvel ensemble.
La fusion entre United Technologies et Raytheon est finalisée le 3 avril 2020, la nouvelle entreprise prend le nom de Raytheon Technologies. United Technologies introduit en bourse le même jour ses deux filiales : Otis et Carrier.

## Principaux actionnaires
Au 29 novembre 2019:
| SSgA Funds Management            | 10,8 % |
| The Vanguard Group               | 7,93 % |
| Capital Research & Management    | 6,73 % |
| Wellington Management            | 2,60 % |
| BlackRock Fund Advisors          | 2,27 % |
| Dodge & Cox                      | 1,97 % |
| Massachusetts Financial Services | 1,62 % |
| Morgan Stanley Smith Barney      | 1,32 % |
| Fidelity Management & Research   | 1,30 % |
| Geode Capital Management         | 1,29 % |

## Activités
United Technologies Corporation est un groupe industriel organisé autour de cinq secteurs d'activités :
1. génie climatique (21,5 % ; Carrier) : 1er producteur mondial de systèmes de chauffage, de ventilation, de réfrigération à usage industriel et domestique ;
2. aéronautique (23,6 % du CA ; Pratt & Whitney) : conception et fabrication de moteurs d'avions civils et militaires, de turbines à gaz, de moteurs de fusées et de systèmes de propulsion ;
3. ascenseurs, escalators et tapis roulants (22,1 % ; Otis) : no 1 mondial de la fabrication, de l'installation et de la maintenance de systèmes d'élévation ;
4. systèmes de navigation aérienne (22,4 % ; Hamilton Sundstrand et Sikorsky) : fabrication de systèmes électriques, électroniques et mécaniques pour avions (compresseurs, contrôle aérien, etc.), hélicoptères civils et militaires, etc ;
5. sécurité (10,4 % ; UTC Fire & Security) : intégration et installation de systèmes de sécurité (alarmes d'intrusion, systèmes de contrôle d'accès et de vidéosurveillance) et de systèmes de détection et de protection contre l'incendie.

La répartition géographique du CA est la suivante : États-Unis (53,5 %), Europe (23,2 %), Asie-Pacifique (13,5 %) et autres (9,8 %).

## Filiales
Les principales filiales sont : 
- Pratt & Whitney (moteurs d'avions)
  - Pratt & Whitney Canada
- Collins Aerospace
  - Ratier-Figeac
- Otis Elevator Company (no 1 mondial de l'ascenseur, escalators)
- NSA (Nouvelle Société d'Ascenseurs - FRANCE)
- Carrier (climatisation)
- UTC Fire and Security (en) (Protection contre les incendies, les explosions, solutions en contrôle d'accès et vidéo intrusion)
- Clipper Windpower (éoliennes)
- UTC Power (piles à combustible, systèmes électriques)
- United Technologies Research Center (UTRC) : centre de recherche centralisé du groupe pour optimiser la R&D du groupe
- Compagnie industrielle d'applications thermiques (CIAT)